# Athetis pentheus
Athetis pentheus är en fjärilsart som beskrevs av Fawcett 1916. Athetis pentheus ingår i släktet Athetis och familjen nattflyn. Inga underarter finns listade i Catalogue of Life.